# (15594) Castillo
(15594) Castillo est un astéroïde de la ceinture principale.

## Description
(15594) Castillo est un astéroïde de la ceinture principale. Il fut découvert le 6 avril 2000 à Socorro (Nouveau-Mexique) par le projet LINEAR. Il présente une orbite caractérisée par un demi-grand axe de 2,28 UA, une excentricité de 0,16 et une inclinaison de 7,4° par rapport à l'écliptique.

## Compléments